# Okileucauge
Okileucauge là một chi nhện trong họ Tetragnathidae.